# Erik Kjeldsen
Jens Erik Kjeldsen (ur. 20 października 1890 w Kopenhadze, zm. 22 lutego 1976 w Gentofte) – duński kolarz torowy, srebrny medalista mistrzostw świata.

## Kariera
Największy sukces w karierze Erik Kjeldsen osiągnął w 1921 roku, kiedy zdobył srebrny medal sprincie indywidualnym amatorów podczas mistrzostw świata w Kopenhadze. W zawodach tych wyprzedził go jedynie jego rodak Henry Brask Andersen, a trzecie miejsce zajął kolejny Duńczyk - Johan Norman Hansen. Był to jedyny medal wywalczony przez Kjeldsena na międzynarodowej imprezie tej rangi. Na rozgrywanych trzy lata później igrzyskach olimpijskich w Paryżu wspólnie z kolegami z reprezentacji zajął szóste miejsce w drużynowym wyścigu na dochodzenie. W 1913 roku wystąpił na mistrzostwach krajów nordyckich, zwyciężając w wyścigu na 1 km oraz zdobywając brązowy medal na dystansie 10 km. Na mistrzostwach krajów nordyckich w 1915 roku zwyciężył w tej drugiej konkurencji. Ponadto kilkakrotnie zdobywał medale torowych mistrzostw Dani, w tym cztery złote.